# Vol Peruvian Airlines 112
Le 28 mars 2017, l'avion effectuant le vol Peruvian Airlines 112 de Lima à Jauja, au Pérou, a subi un affaissement de son train juste après l'atterrissage, s'est enflammé et a été détruit par l'incendie. L'accident a provoqué des blessures pour 39 des 150 personnes à bord.

## L'avion
L'avion accidenté est un Boeing 737-3M8 numéro de série 25071, immatriculé OB-2036-P. L'avion a effectué son premier vol en mai 1991 pour Trans European Airways puis a volé pour le compte de différentes compagnies avant d'être loué par Peruvian Airlines en 2013.

## L'accident
L'avion a atterri à Jauja à 16 h 40 locales (21 h 40 UTC). Les passagers ont ressenti « deux  forts impacts » à l'atterrissage. Les trois jambes du train d'atterrissage se sont affaissées et l'avion a glissé sur la piste, il est ensuite sorti de piste sur le côté droit et son aile droite a heurté la clôture de l'aéroport,. Un incendie s'est déclaré et a totalement ravagé l'appareil. La totalité des 141 passagers et 9 membres d'équipage a pu s'échapper,, dont 39 blessés qui ont été conduits vers l'hôpital. Deux personnes souffraient de fractures, et 3 personnes de traumatisme crânien. L'accident a été filmé par plusieurs passagers.

## Enquêtes
Le ministère péruvien des Transports et des Communications et le bureau du Procureur de Jauja ont chacun ouvert une enquête sur cet accident.
La Commission d'enquête sur les accidents d'aviation (CIAA) a publié son rapport final en novembre 2020, et a déterminé que la cause de l'accident est une défaillance des composants mécaniques des systèmes d'amortisseurs anti-shimmy sur les deux jambes du train d'atterrissage principal, qui n'ont pas pu amortir correctement les vibrations et oscillations latérales des roues à l'origine du «shimmy». La séquence des oscillations dans les deux jambes du train principal a conduit à la fracture et à l'affaissement du train principal.